# Mistrovství světa v alpském lyžování 1937
7. Mistrovství světa v alpském lyžování se konalo v roce 1937 v francouzském Chamonix.

## Medailisté

### Muži
| Soutěž    | Zlato        | Stříbro                               | Bronz         |
| Sjezd     | Émile Allais | Maurice Lafforgue Giacinto Sertorelli | -             |
| Slalom    | Émile Allais | Wilhelm Walch                         | Roman Wörndle |
| Kombinace | Émile Allais | Maurice Lafforgue                     | Willi Steuri  |

### Ženy
| Soutěž    | Zlato            | Stříbro         | Bronz           |
| Sjezd     | Christl Cranzová | Nini Arx-Zogg   | Käthe Grasegger |
| Slalom    | Christl Cranzová | Käthe Grasegger | Lisa Resch      |
| Kombinace | Christl Cranzová | Nini Arx-Zogg   | Käthe Grasegger |

## Přehled medailí
| Pořadí         | Stát           | Zlato | Stříbro | Bronz | Celkově |
| 1              | Francie        | 3     | 2       | -     | 5       |
| 2              | Německo        | 3     | 1       | 4     | 8       |
| 3              | Švýcarsko      | -     | 2       | 1     | 3       |
| 4              | Rakousko       | -     | 1       | -     | 1       |
| 4              | Itálie         | -     | 1       | 0     | 1       |
| Medailové sady | Medailové sady | 6     | 7       | 5     | 18      |